# Möser
Möser est un village de Saxe-Anhalt, siège de la paroisse éponyme.

## Géographie
Möser se trouve à sept kilomètres au sud-ouest de la capitale d'arrondissement Bourg-lès-Magdebourg et à quinze kilomètres au nord-est de la capitale du land, Magdebourg. Dans la partie ouest du village se trouve le lac Fenn (de).
Un des quartiers de la ville est Lostau (en).

## Histoire
À l'origine se trouvaient à l'emplacement de Möser des marécages. Le site est néanmoins peuplé depuis la protohistoire allemande. Néanmoins, c'est la prolongation de la voie ferrée Magdebourg-Potsdam à Berlin qui met Möser sur sa route, et qui, entraînant la construction d'une gare, permet le développement du village.

## Politique
Le conseil du village se compose de dix membres. Il ne s'en dégage pas de majorité politique claire. Le maire de Möser se nomme Michael Bremer.

## Naissance à Möser
- Grégor Kurella (de) (né en 1925), biologiste, un des rares Allemands à avoir combattu dans l'armée rouge.